# Palpimanus aureus
Palpimanus aureus är en spindelart som beskrevs av Lawrence 1927. Palpimanus aureus ingår i släktet Palpimanus och familjen Palpimanidae.
Artens utbredningsområde är Namibia. Inga underarter finns listade i Catalogue of Life.